# Sadebaum
Der Sadebaum (Juniperus sabina), auch Stink-Wacholder, Gift-Wacholder, Sevibaum, Sevenbaum, Säbenbaum, Sefistrauch oder Sebenstrauch genannt, ist eine Pflanzenart aus der Gattung Wacholder (Juniperus). Er spielte bis in die Neuzeit eine wichtige Rolle in der Medizin.

## Beschreibung
Der Sadebaum ist ein Strauch, der meist Wuchshöhen von nur 1 bis 2, selten 5 Meter erreicht. Er wächst selten ganz aufrecht und meist mehr oder weniger kriechend. Die Borke an älteren Pflanzen ist rötlich-braun. Die Äste weisen einen runden oder leicht kantigen Querschnitt auf.
Es gibt zwei unterschiedliche Blattformen. In der Jugend bildet er wirtelig angeordnete 4 bis 5 Millimeter lange, nadelförmige, spitze Blätter aus, die oben bläulich sind. Im Alter treten zusätzlich kreuz-gegenständig angeordnete schuppenförmige Blätter auf, die eiförmig und 1 bis 4 mm lang sind. Sie riechen beim Zerreiben unangenehm und haben eine Lebensdauer von 2 bis 3 Jahren.
Es treten sowohl einhäusige (monözische) als auch zweihäusig (diözische) getrenntgeschlechtige Individuen auf. Die Blütezeit liegt von März bis Mai. Die beerenförmigen Zapfen sind ei- bis kugelförmig, 5 bis 7 Millimeter groß. Sie reifen im Herbst im gleichen Jahr der Befruchtung oder im nächsten Frühling und sind dann schwarzblau bereift. In jedem Zapfen sitzen ein bis drei eiförmige und gefurchte Samen.
Die Chromosomenzahl der Art ist 2n = 22.

## Wirtspflanze
Der Stink-Wacholder ist einer der Hauptwirte für den Birnengitterrost (Gymnosporangium sabinae), der Schäden an Birnbäumen hervorruft. Er wurde deswegen früher gebietsweise flächig beseitigt.

## Vorkommen
Der Sadebaum kommt mit vier Varietäten in Europa in einer Vielzahl von Staaten beginnend mit Spaniens Sierra Nevada über die Pyrenäen, die Alpen, die Gebirge der Balkanhalbinsel und weitere Mittelgebirge bis zur Halbinsel Krim vor. Einen weiteren Verbreitungsschwerpunkt kennt man im Kaukasus. Ein kleines Vorkommen gibt es im algerischen Djurdjura-Gebirge.
Das östliche Verbreitungsareal findet man in Zentralasien vor. Im Einzelnen sind dies südliche Regionen Sibiriens in Russland, weiters Kasachstan, Kirgisistan, Tadschikistan, das westliche China und die nördliche Mongolei.
In den Alpen befinden sich Vorkommen in Südtirol, in den österreichischen Bundesländern Kärnten und Tirol, in den Schweizer Kantonen Wallis und Graubünden mit dem Unterengadin sowie in Bayern in den Berchtesgadener Alpen und den Ammergauer Alpen. Durch seine Verwendung in der Volksmedizin wurde sein Vorkommen weit über sein natürliches Verbreitungsgebiet erweitert.
Der Sadebaum ist lichtbedürftig und besiedelt flachgründige, felsige, oft basenreiche Böden. Er kommt in Felsritzen, Felshängen, Trocken- und Steppenrasen und in lichten Kiefern- und Lärchenwäldern bis in Höhenlagen zwischen 1400 und 2300 Metern vor. In den Allgäuer Alpen steigt er an der Schneck-Ostwand in Bayern bis zu 2100 m Meereshöhe auf. Er kommt vor in Gesellschaften der Klasse Pulsatillo-Pinetea.
Die ökologischen Zeigerwerte nach Landolt et al. 2010 sind in der Schweiz: Feuchtezahl F = 1+ (trocken), Lichtzahl L = 4 (hell), Reaktionszahl R = 3 (schwach sauer bis neutral), Temperaturzahl T = 3 (montan), Nährstoffzahl N = 2 (nährstoffarm), Kontinentalitätszahl K = 5 (kontinental).

## Gefährdung und Schutzmaßnahmen
Der Sadebaum wird von der Weltnaturschutzunion IUCN zwar in der Roten Liste gefährdeter Arten geführt, jedoch als nicht gefährdet („Least Concern“) bezeichnet. Diese Entscheidung wurde damit begründet, dass es sich um eine der am weitesten verbreiteten Koniferen-Arten der Welt handelt und dass sie in nicht ernsthaft gefährdeten Habitaten vorkomme. Der Bestand sei stabil und die Art in vielen Schutzgebieten vertreten.
In der Roten Liste der Schweiz wird der Sadebaum (Juniperus sabina) als nicht gefährdet („LC“) beurteilt. Die deutschen Vorkommen werden als gefährdet („3“) beurteilt.
Mit der Fauna-Flora-Habitat-Richtlinie Nr. 92/43/EWG in der aktualisierten Fassung vom 1. Januar 2007 (FFH-RL) Anhang 1 der Europäischen Union werden Schutzgebietausweisungen für folgende Lebensraumtypen, in denen Wacholder vorkommen – also auch für den Sadebaum – gefordert:
- Mediterrane Küstendünen mit Wacholderarten Juniperus spp. – die Inschutzstellung dieser Lebensräume wird als prioritär durchzuführen gefordert.
- Baumförmige Hartlaubgebüsche (Matorrals) mit Wacholderarten Juniperus spp.
- Endemische Wälder mit Wacholderarten Juniperus spp. – die Inschutzstellung dieser Lebensräume wird als prioritäre Angelegenheit angesehen.

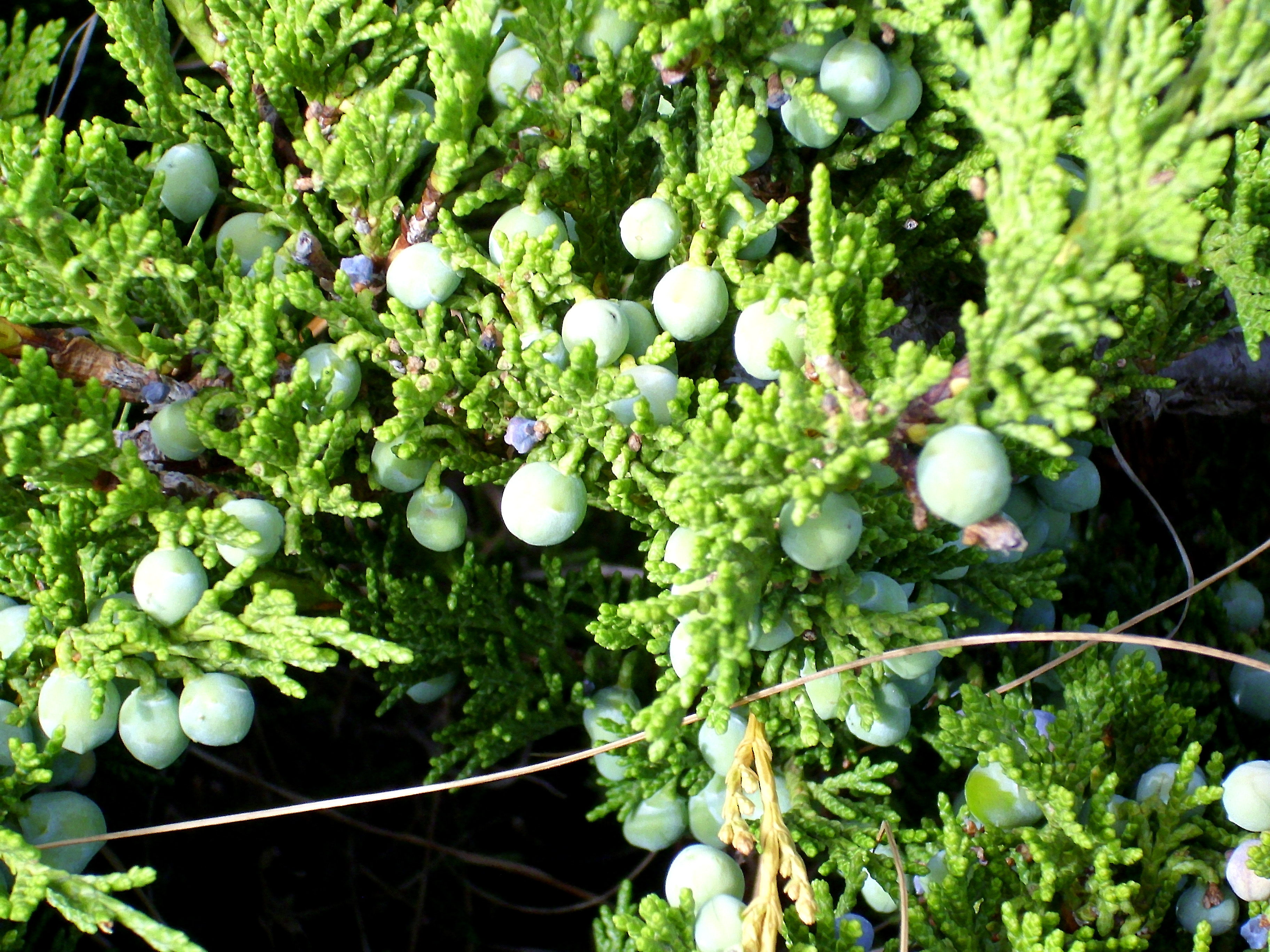
Sadebaum (Juniperus sabina) in der Sierra Nevada in Spanien

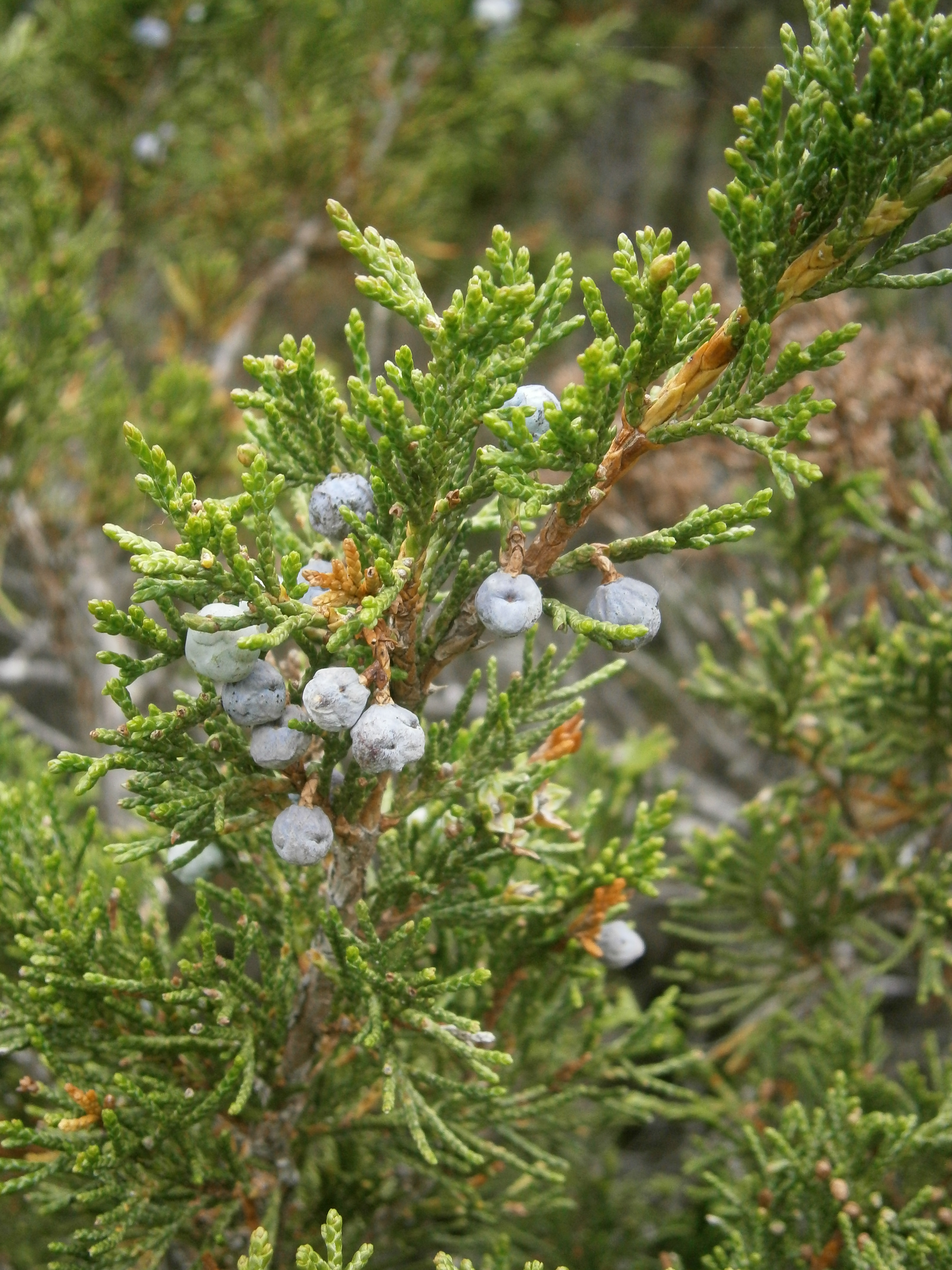
Sadebaum (Juniperus sabina) im Parc national von Queyras (Frankreich)

## Systematik
Der Sadebaum wurde 1753 von Carl von Linné in Species Plantarum erstveröffentlicht.
Es werden fünf Varietäten unterschieden:
- Juniperus sabina L. var. sabina – der Arttypus hat eine sehr weite Verbreitung von Nordafrika über Europa und Asien bis zu den Küsten am Pazifik:
  - in Afrika im algerischen Tellatlas.
  - in Europa von Spanien über Frankreich, Schweiz, Österreich, Deutschland, in Russland bei Wolgograd, in Kroatien, dem früheren Jugoslawien, Bulgarien, in der Ukraine auf der Krim, Italien und Griechenland.
  - in Asien über die Türkei, den Iran, die Kaukasstaaten mit Armenien, Aserbaidschan, Georgien und die russischen Teilstaaten Tschetschenien, Inguschetien, Kabardino-Balkarien und Nordossetien; ferner in Zentralasien mit Kasachstan und Kirgisistan, in China mit den Teilstaaten Nei Monggol, Ningxia, Qinghai, Shaanxi, Sichuan und Xinjiang.[12]
- Juniperus sabina var. arenaria (E.H.Wilson) Farjon in der Mongolei und den nördlich gelegenen chinesischen Provinzen Gansu, Qinghai und Shaanxi sowie dem chinesischen Autonomen Gebiet Nei Monggol.[13]
- Juniperus sabina var. balkanensis R.P.Adams & Tashev: Diese Varietät wurde 2016 erstbeschrieben. Sie kommt von Südosteuropa bis zur westlichen Türkei vor.[14]
- Juniperus sabina var. davurica (Pall.) Farjon im südlichen und südöstlichen sibirischen Russland mit der Region Transbaikalien, der Oblast Amur und der Region Primorje; weiters  in den nordöstlichen Provinzen Heilongjiang und Nei Monggol der China sowie der nördlichen Mongolei.[15] Sie soll auch in Österreich in den Alpen vorkommen.[14]
- Juniperus sabina var. mongolensis R.P. Adams in der Mongolei.[16]

## Giftstoffe

Sabinol

(1R,5R)-(+)-Sabinen

Der Sadebaum ist in allen Teilen giftig. Verantwortlicher Hauptwirkstoff ist das ätherische Sadebaumöl. Im Vergleich zum Öl des Gemeinen Wacholders (Juniperus communis) enthält es weit mehr Ester, hat einen höheren Acetylgehalt und ist rechtsdrehend. Das resultiert daraus, dass das Öl des Gemeinen Wacholders hauptsächlich α-Pinen, Camphen, Cadinene, Junipene, Borneole und Isoborneol, Terpineol, Juniperol und Junipercampher enthält, das Sadebaumöl hingegen zwar vor allem ebenfalls aus α-Pinen und Cadinen, aber auch bis zu 50 Prozent aus Sabinen, 35 % Sabinylacetat sowie unverestertem Sabinol (bzw. Thujol) und Diacetyl besteht.
Es greift beim Menschen die Magenschleimhaut an, verursacht Blutandrang in den Nieren und damit Hämaturie. Auch andere innere Organe werden angegriffen. Bei Frauen kann das Öl Menorrhagie auslösen und zu Fehlgeburten führen. Daher wurden die Früchte auch gezielt zur Abtreibung genutzt. Auch als Mittel gegen Würmer fand der Sadebaum Anwendung. Schon wenige Tropfen des ätherischen Öls sind für den Menschen tödlich, bereits durch Einreiben sind Vergiftungen möglich.
In der Vergangenheit sind immer wieder Wacholderbeeren, die mit Sadebaumbeeren verunreinigt waren, zum Aromatisieren von Gin verwendet worden. Zumindest in Spanien werden Wacholderbeeren deswegen staatlich untersucht.

## Heilkunde
In der Antike und im Mittelalter fand der Sadebaum (unter anderem lateinisch Sabina und mittellateinisch Savina genannt) als Heilpflanze Anwendung bei Gelbsucht, Kopfschmerzen, Karbunkeln und Vergiftungen durch Mutterkorn. Adam Lonitzer empfahl in seinem Kräuterbuch Sevenbaumwasser als Mittel gegen den „Wurm der Finger“ (Panaritium).